# دوغان‌کنت
دوغان‌کنت (به ترکی استانبولی: Doğankent) یک منطقهٔ مسکونی در ترکیه است که در استان گره‌سون واقع شده‌است. دوغان‌کنت  ۵۴۱ متر بالاتر از سطح دریا واقع شده‌است.